# 斯特羅伊捷利群島
斯特羅伊捷利群島（英語：Stroiteley Islands），是南極洲的群島，處於馬布斯角以西1.9公里，屬於哈斯韋爾群島的一部分，根據美國海軍拍攝的空中照片繪入地圖，現時由南極條約體系管理。